# گروه ملی طلای چین
گروه ملی طلای چین (انگلیسی: China National Gold Group) شرکت معدن چینی است، که در سال ۲۰۱۰ تأسیس شد.